# Konferenz der nordwestdeutschen Mennonitengemeinden

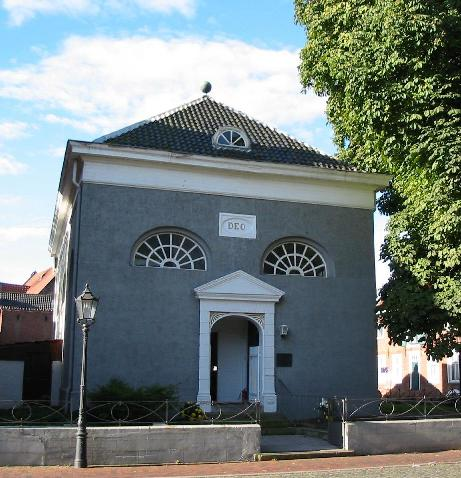
Kirche in Leer

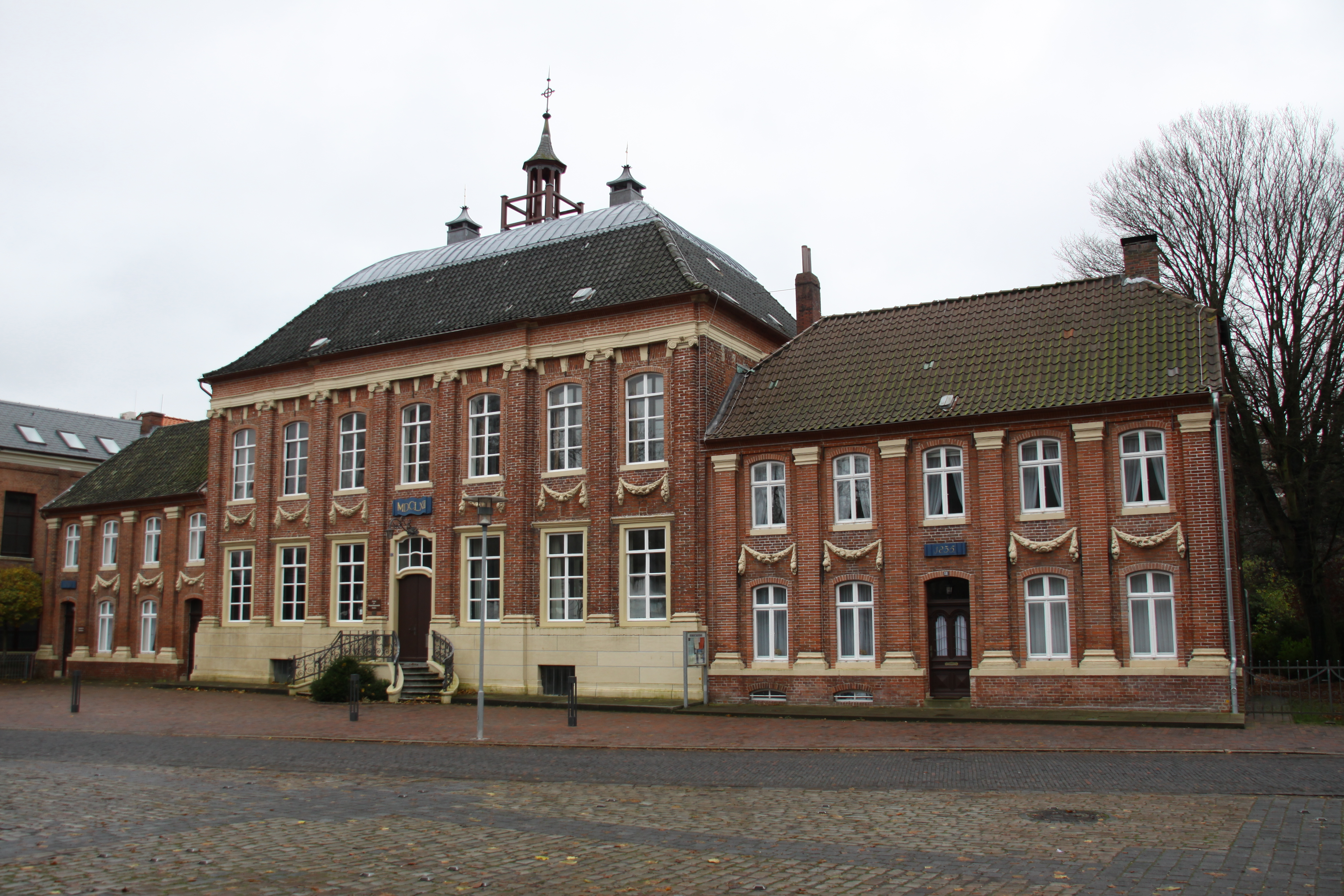
Kirche in Norden

Die Konferenz der nordwestdeutschen Mennonitengemeinden ist ein Zusammenschluss von vier mennonitischen Gemeinden in der Nordwestecke Deutschlands. Neben den drei in Ostfriesland beheimateten Gemeinden (Emden, Norden und Leer) gehört auch die Mennonitengemeinde Gronau sowie der oldenburgische Zweig der Leeraner Gemeinde dem Zusammenschluss an.
Die Konferenz, die einen gemeinsamen Pastor und ein überregionales Gemeindebüro unterhält, ist Mitglied der Vereinigung der Deutschen Mennonitengemeinden (KdöR) und über diesen Verband auch an die Arbeitsgemeinschaft Mennonitischer Gemeinden (KdöR) angeschlossen.

## Geschichte
Die Geschichte der nordwestdeutschen Mennoniten wurzelt in der reformatorischen Täuferbewegung, die durch Melchior Hofmann nach Ostfriesland gelangte. Die Emder Gemeinde wurde bereits 1530 gegründet und gilt als die älteste Mennonitengemeinde weltweit. Ihr folgten die Gemeinden in Leer (um 1540) und Norden (1556).
Die Anfänge der Konferenz der nordwestdeutscher Mennonitengemeinden liegen in den frühen 1920er Jahren und sind eng mit dem aus Russland stammenden Mennonitenprediger Abraham Fast verbunden. Erst 20 Jahre später erfolgte der reguläre Zusammenschluss der ostfriesischen Gemeinden Emden, Leer und Norden mit der 1888 gegründeten Gemeinde Gronau. 1972 schlossen sich die Mennonitengemeinden Leer und Oldenburg zu einer Gemeinde zusammen. Seit diesem Zeitpunkt gehören auch die Oldenburger Mennoniten zur nordwestdeutschen Konferenz.

## Pastoren der Konferenz nordwestdeutscher Mennonitengemeinde
Erster Pastor der Konferenz war der bereits erwähnte Abraham Fast. Sein jüngster Sohn Heinold Fast wurde 1957 zum Nachfolger berufen. Er hatte das Pastorenamt bis 1992 inne. Eine zweijährige Vakanzzeit wurde durch die Berufung der Pastorin Katharina Herresthal beendet, die bis 2005 das Pastorenamt innerhalb der Konferenz wahrnahm. Seit 2006 arbeitet Jan Lüken Schmid als Pastor der nordwestdeutschen Konferenz. Seinen Amtssitz hat er in Emden.